# Copestylum acutifrons
Copestylum acutifrons är en tvåvingeart som först beskrevs av Charles Howard Curran 1939.  Copestylum acutifrons ingår i släktet Copestylum och familjen blomflugor.
Artens utbredningsområde är Peru. Inga underarter finns listade i Catalogue of Life.